# Callirhipis bowringi
Callirhipis bowringi is een keversoort uit de familie Callirhipidae. De wetenschappelijke naam van de soort werd in 1877 gepubliceerd door Charles Owen Waterhouse. De soort komt voor in Maleisië. De typelocatie is Penang.